# عبر مكيال (الشغادرة)

تعديل مصدري - تعديل

عبر مكيال هي إحدى قرى عزلة الحواصلة بمديرية الشغادرة التابعة لمحافظة حجة، بلغ تعداد سكانها 15 نسمة حسب تعداد اليمن لعام 2004.